# 페이퍼 (1994년 영화)
《페이퍼》(영어: The Paper)는 미국에서 제작된 론 하워드 감독의 1994년 코미디 드라마 영화이다. 마이클 키턴, 글렌 클로스, 머리사 토메이, 랜디 퀘이드, 로버트 듀발 등이 출연하였고, 브라이언 그레이저 등이 제작에 참여하였다.
이 영화를 위해 작곡된 "Make Up Your Mind"가 1995년 제67회 아카데미상에서 주제가상 후보로 지명되었다.

## 출연
- 마이클 키턴
- 글렌 클로스
- 머리사 토메이
- 랜디 퀘이드
- 로버트 듀발
- 제이슨 알렉산더
- 스폴딩 그레이
- 캐서린 오하라
- 린 시그펜
- 잭 키호
- 로마 마피아
- 클린트 하워드
- 어밀리아 캠벨
- 질 헤너시
- 윌리엄 프린스
- 브루스 올트먼
- 잭 맥기
- 에드워드 히버트
- 짐 메스키먼
- 셔반 팰런 호건
- 랜스 하워드
- 제이슨 로바즈

## 기타 제작진
- 공동 제작: 데이비드 켑
- 배역: 재닛 허셔슨, 제인 젱킨스
- 미술: 토드 핼러웰
- 의상: 리타 라이액